# Nike (mitologia)
Nike (in greco antico: Nίκη?, Níkē, anche Niche o Nice) è un personaggio della mitologia greca, personificazione della vittoria e figlia del titano Pallante e della ninfa Oceanina Stige.
Nike viene raffigurata come una donna con le ali; da qui, l'appellativo di Vittoria Alata.

## Genealogia
È sorella di Bia (Violenza), Cratos (Potere) e Zelos (Ardore).

## Mitologia greca

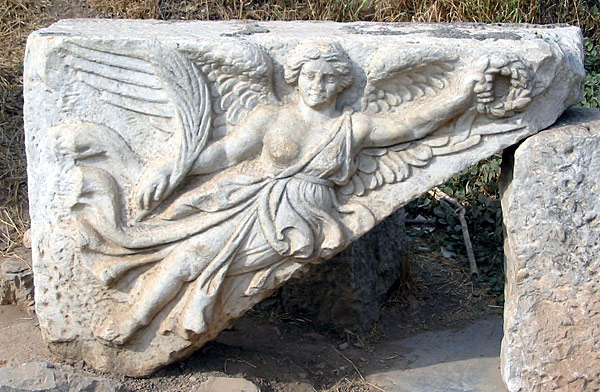
Una Nike rinvenuta ad Efeso.

Nike è la dea della vittoria. Essa viene menzionata per la prima volta da Esiodo nella Teogonia (383) in qualità di figlia del titano Pallante (Παλλάς) e di Stige (Στύξ), onorata unitamente ai suoi fratelli Zelos (Ζῆλος, Rivalità), Kratos (Κράτος, Potere) e Bia (Βία, Violenza). Nike è celebrata in occasione delle vittorie nelle gare atletiche o artistiche, ma anche negli scontri bellici. Secondo la tradizione fu lo scultore Archermo a rappresentarla per la prima volta come "alata", infatti l'immagine di Nike lignea conservata nel tempio di Atena ad Atene era priva di ali. Secondo la mitologia classica, Stige portò i suoi quattro figli da Zeus quando quest'ultimo stava raggruppando gli alleati per la Guerra contro i Titani così Zeus nominò Nike condottiera del suo carro divino (un ruolo in cui viene spesso ritratta nell'arte greca e classica) e le nominò tutte e quattro sentinelle del suo trono.
La maggior parte delle altre divinità non erano alate, perché avevano perso le ali prima di giungere al periodo classico greco.
Nike è strettamente legata alla dea Atena, infatti le due fanno spesso coppia (sono unite da un legame fortissimo), ed è una delle figure più ricorrenti sulle antiche monete greche. Il loro legame ha portato al formarsi della figura divina di Atena Nike a cui era dedicato il tempio in ordine ionico, costruito intorno al 425 a.C. sul lato ovest dell'acropoli, presso i Propilei. Qui una statua di culto arcaica la rappresentava priva di ali, infatti Pausania, viaggiatore e geografo del II secolo d.C., racconta che furono gli ateniesi a tagliarle le ali perché la dea e, dunque, la vittoria, non si allontanasse mai più dalla loro città.
L'unico esemplare statuario conosciuto di Atena Nike è risalente a poco prima del 430 a.C. in marmo pario lychnite ed è conservato nella Collezione della Fondazione Sorgente Group a Roma. La porzione di statua conservata misura 93 cm e doveva essere alata, come mostra il foro d'incasso ben visibile. Probabilmente collocata in antico su un alto pilastro presso un santuario attico o di ambiente filoateniese, raffigurava colei che seguiva e proteggeva l'esercito ateniese lontano dalla patria, testimoniando il trionfo della città. 

## Opere

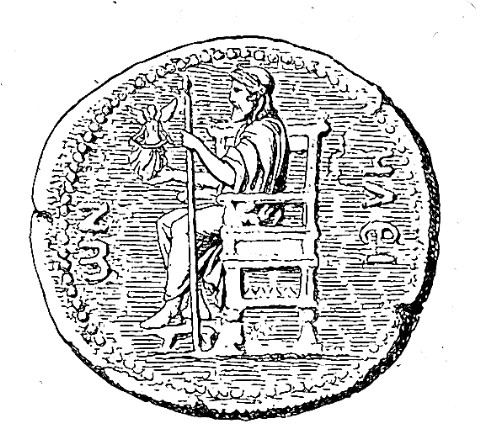
Nike nella mano di Zeus ad Olimpia.

Nel Partenone di Atene era raffigurata sul palmo della mano di Atena e ad Olimpia nella mano di Zeus.
Sono state rinvenute diverse sculture che raffigurano una fanciulla (kore) alata, impersonificazione della dea che spicca il volo, suggerendo l'idea della vittoria incontrastata.
La scultura più famosa è la Nike di Samotracia che racchiude tutta la tradizione scultorea classica. Risalente al periodo ellenistico (fine del II secolo a.C.), è oggi conservata al Museo del Louvre di Parigi. Con le guerre persiane il culto di Nike divenne popolare e gli ateniesi gli dedicarono un'immagine nel santuario di Delfi dopo la vittoria di Salamina. Nella statua di Samotracia essa viene rappresentata mentre scende in volo sulla prua di una τριημιολία (triēmiolía) destinandola alla vittoria.
I Romani adoravano Nike come "Vittoria"; la dea alata Vittoria compare spesso da sola o al fianco dell'imperatore in numerose serie monetarie, su statue, dipinti e bassorilievi trionfali. La dea Vittoria riceveva dai Romani un culto particolare con un altare specifico, l'Altare della Vittoria  nella Curia del Foro romano. La statua greco-romana più famosa rimasta è la Vittoria alata di Brescia.
Nel brano patriottico italiano La canzone del Piave viene citata la dea nel verso "e la vittoria sciolse le ali al vento" come metafora della vittoria italiana sugli invasori austriaci e tedeschi.

## Nike nel mondo contemporaneo
- La famosa azienda di articoli sportivi Nike ha preso il nome proprio dalla dea greca e il suo simbolo è l'ala della dea stilizzata.
- L'immagine di Nike è riportata sulla prima Coppa del Mondo di calcio della FIFA, conosciuta anche come Coppa Jules Rimet.
- Fin dai Giochi Olimpici del 1928, sul diritto delle medaglie olimpiche viene raffigurata Nike seduta con un frammento di anfiteatro romano sullo sfondo e che tiene una palma nella mano sinistra e la corona del vincitore nella destra, disegno dell'artista fiorentino Giuseppe Cassioli. A partire dai Giochi di Atene 2004, la dea non è più raffigurata seduta con la palma e la corona di alloro ma in volo sullo stadio Apostolos Nikolaidis.
- Il programma principale dei concorsi per l’Arma dei Carabinieri è chiamato Nike.

## Immagini di Nike

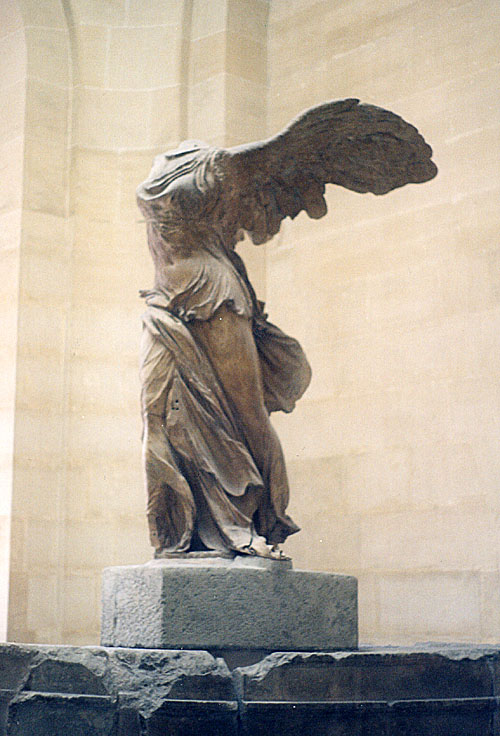
Nike di Samotracia (museo del Louvre)
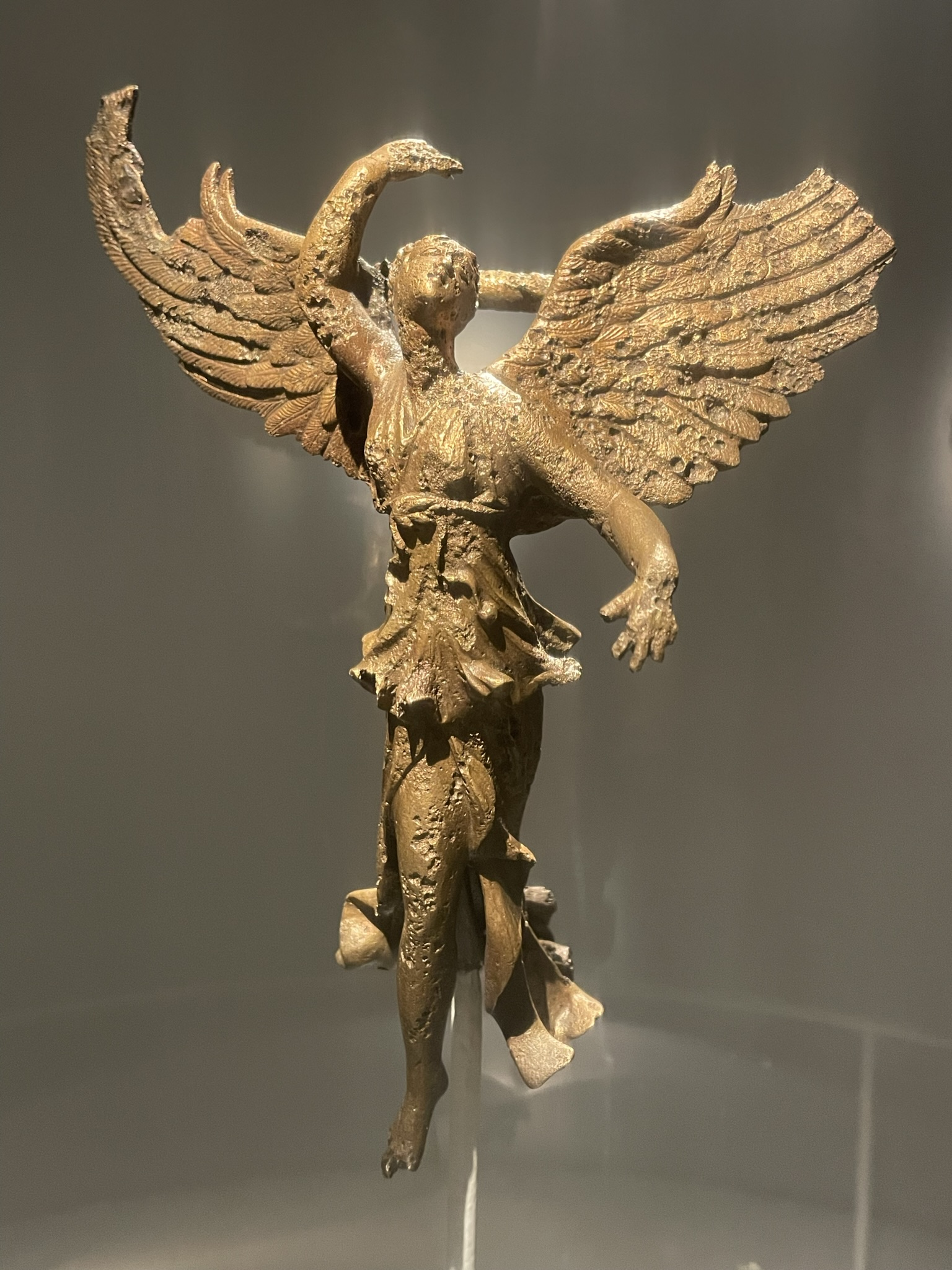
Una Nike dalla Colchide (Georgia)
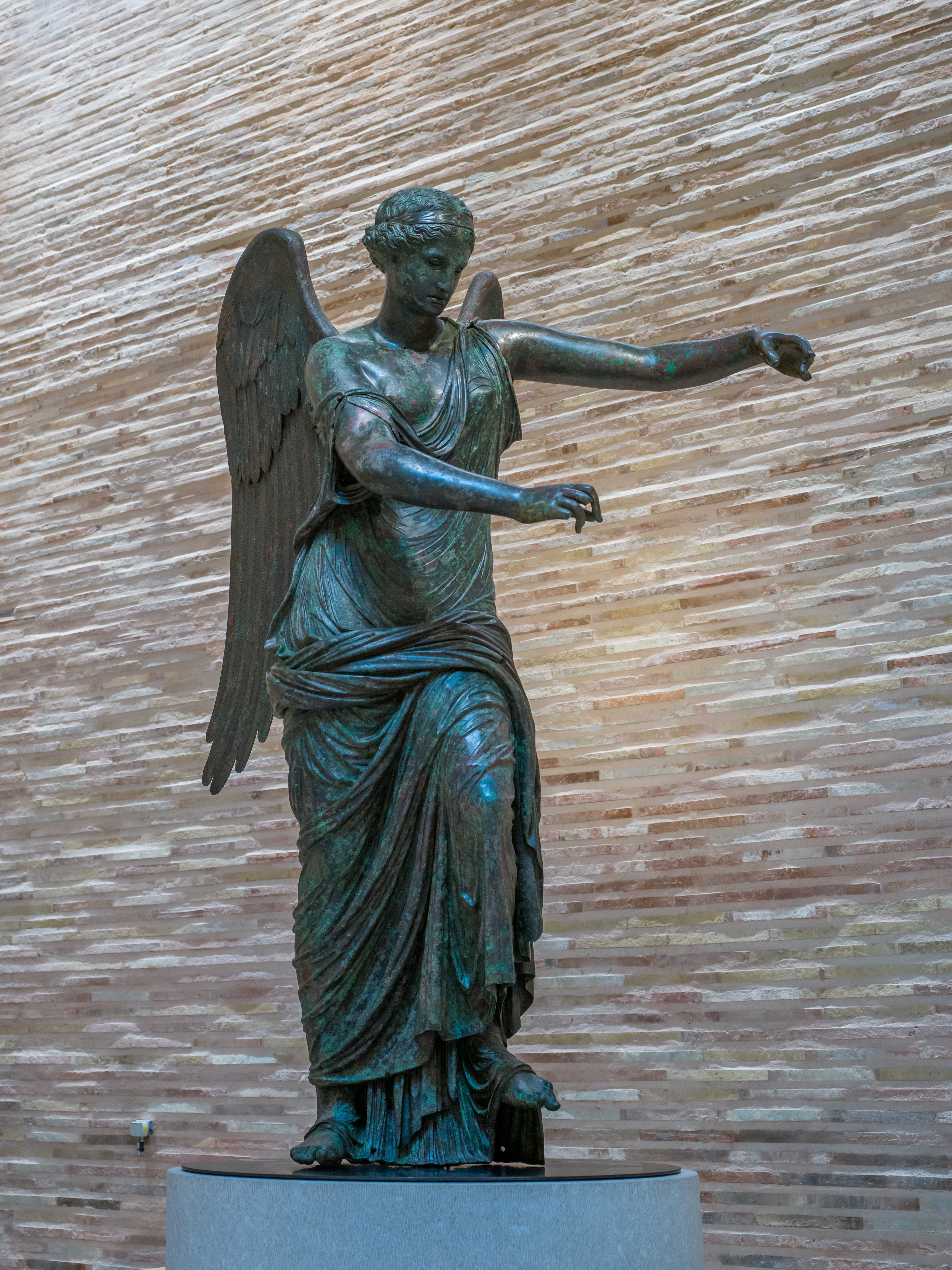
Vittoria alata nel Tempio capitolino di Brescia
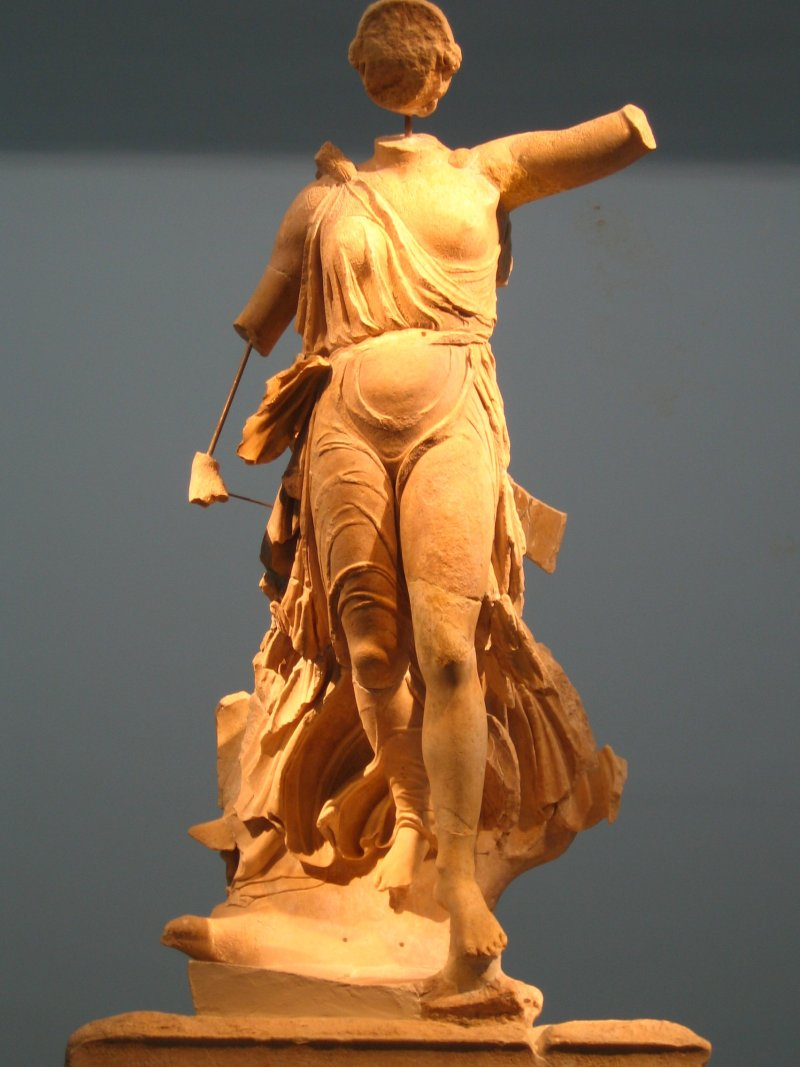
Nike di Peonio di Mende da Olimpia
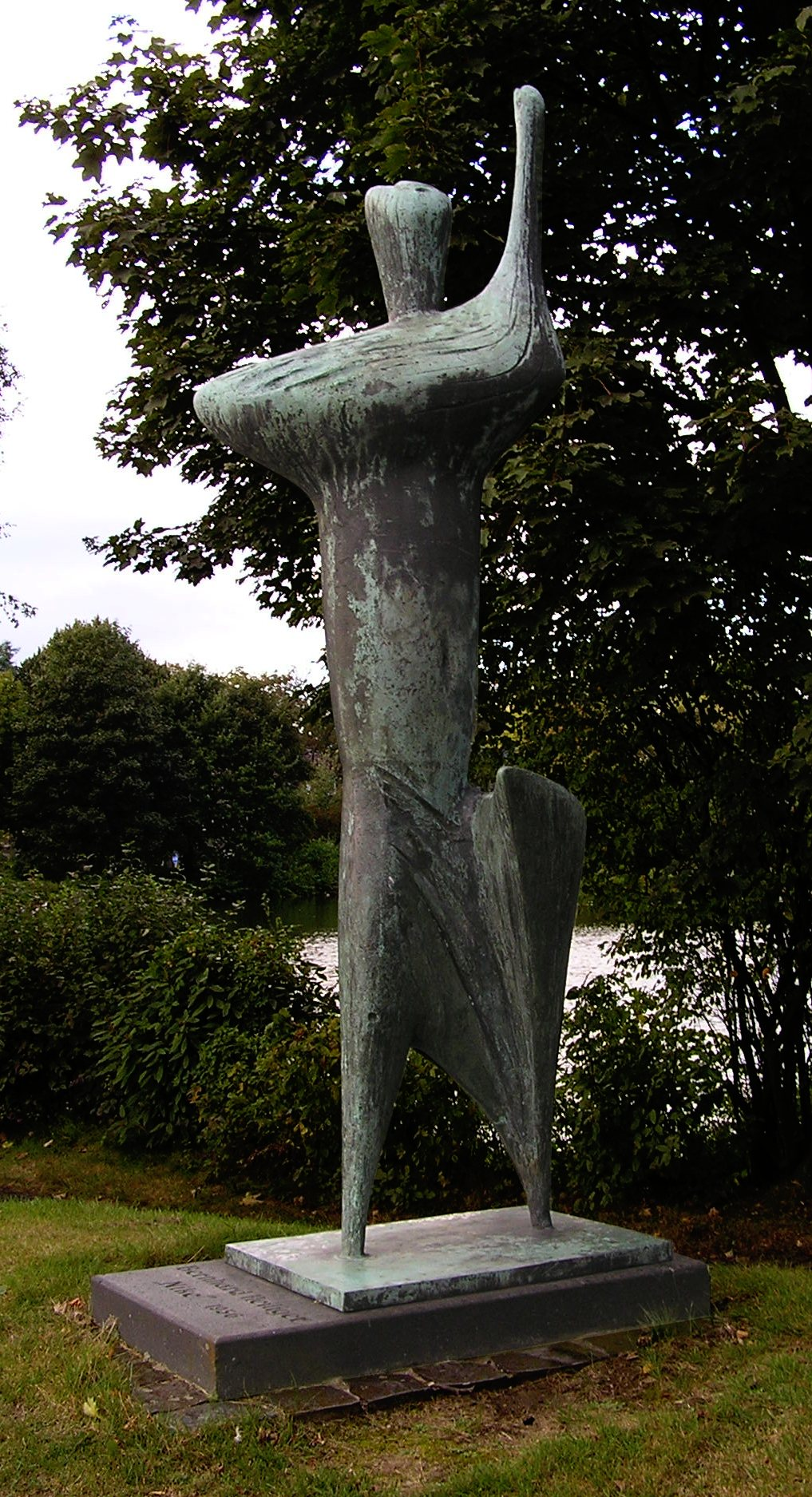
Bernhard Heiliger: Nike (1956)